# Gojko Pijetlović
Gojko Pijetlović, serbisk kyrilliska Гојко Пијетловић, född 7 augusti 1983 i Novi Sad, är en serbisk vattenpolomålvakt. Han ingick i Serbiens landslag vid olympiska sommarspelen 2012.
Pijetlović spelade tre matcher i herrarnas vattenpoloturnering i London där Serbien tog brons. Han spelade även i det serbiska landslag som vann den olympiska vattenpoloturneringen 2016 i Rio de Janeiro.
Pijetlović tog VM-guld i samband med världsmästerskapen i simsport 2009 och 2015. VM-silver tog han i samband med världsmästerskapen i simsport 2011 i Shanghai. Vid VM 2017 tog han en bronsmedalj.